# Liga Alef 1951-1952
La Liga Alef 1951-1952 è stata la 13ª edizione della massima serie del campionato israeliano di calcio, la prima con la nuova denominazione "Liga Alef".
Il torneo fu disputato da dodici squadre e venne vinto dal Maccabi Tel Aviv (sesto titolo).
La formula prevedeva un girone all'italiana con partite di andata e ritorno. Per ogni vittoria si assegnavano due punti e per il pareggio un punto. Le ultime due classificate sarebbero retrocesse in Liga Bet, rimpiazzate, nella stagione seguente, dalle prime due classificate di quest'ultima lega.
Capocannoniere del torneo fu Yehoshua Glazer, del Maccabi Tel Aviv, con 24 goal.

## Squadre partecipanti
| Club                  | Città         |
| --------------------- | ------------- |
| Beitar Tel Aviv       | Tel Aviv      |
| Hapoel Haifa          | Haifa         |
| Hapoel Petah Tiqwa    | Petah Tiqwa   |
| Hapoel Ramat Gan      | Ramat Gan     |
| H. Rishon LeZion      | Rishon LeZion |
| Hapoel Tel Aviv       | Tel Aviv      |
| Maccabi Haifa         | Haifa         |
| Maccabi Netanya       | Netanya       |
| Maccabi Petah Tiqwa   | Petah Tiqwa   |
| Maccabi Rehovot       | Rehovot       |
| Maccabi Rishon LeZion | Rishon LeZion |
| Maccabi Tel Aviv      | Tel Aviv      |

## Classifica finale
|                     | Pos. | Squadra               | Pt | G  | V  | N | P  | GF | GS  | DR  |
| ------------------- | ---- | --------------------- | -- | -- | -- | - | -- | -- | --- | --- |
| Campione di Israele | 1.   | Maccabi Tel Aviv      | 38 | 22 | 18 | 2 | 2  | 89 | 18  | +71 |
|                     | 2.   | Maccabi Petah Tiqwa   | 30 | 24 | 17 | 3 | 4  | 59 | 12  | +47 |
|                     | 3.   | Hapoel Haifa          | 29 | 22 | 14 | 1 | 7  | 46 | 26  | +20 |
|                     | 4.   | Hapoel Petah Tiqwa    | 27 | 22 | 10 | 7 | 5  | 38 | 20  | +18 |
|                     | 5.   | Hapoel Tel Aviv       | 25 | 22 | 9  | 7 | 6  | 31 | 22  | +9  |
|                     | 6.   | Maccabi Rehovot       | 23 | 22 | 8  | 7 | 7  | 35 | 37  | -2  |
|                     | 7.   | Beitar Tel Aviv       | 21 | 22 | 7  | 7 | 8  | 39 | 41  | -2  |
|                     | 8.   | Hapoel Ramat Gan      | 17 | 22 | 7  | 3 | 12 | 37 | 46  | -9  |
|                     | 9.   | Maccabi Netanya       | 17 | 24 | 7  | 3 | 14 | 42 | 73  | -31 |
|                     | 10.  | Maccabi Haifa         | 17 | 22 | 6  | 5 | 11 | 33 | 53  | -20 |
|                     | 11.  | H. Rishon LeZion      | 16 | 22 | 5  | 6 | 11 | 22 | 52  | -30 |
|                     | 12.  | Maccabi Rishon LeZion | 4  | 22 | 1  | 2 | 19 | 13 | 100 | -87 |

## Verdetti
- Maccabi Tel Aviv campione di Israele 1951-1952
- Hapoel Rishon LeZion e Maccabi Rishon LeZion retrocessi in Liga Bet 1953-1954[1]
- Hapoel Kfar Saba e Hapoel Balfouria promossi in Liga Alef 1953-1954[1]